# Hygrophorus limacinus
Гігрофор липкий (Hygrophorus limacinus) — вид грибів роду Гігрофор  (Hygrophorus). Гриб класифіковано у 1838 році.

## Будова
Шапинка діаметром 3-8 см, спочатку схожа на дзвіночок, потім опукла до розпростертої, з підвернутим краєм і тупим горбком, дуже слизова, спочатку сіро або оливково-бура з темним центром, потім світлішає, особливо по краю, до світло-сіро-бурого, вохристо-бурого або оранжево-вохрисого, в центрі завжди темніша. Пластинки досить товсті, не часті, спочатку білі, потім злегка зеленувато-жовтуваті. Ніжка розміром 4,5-10 0,6-2 см, циліндрична або злегка веретеноподібна, витончена до основи, верхня частина суха, спочатку біла, потім сіра, зелені з білою зернистістю, решта поверхні білувата, покрита плямами слизу оливково-бурого кольору. М'якоть біла, поблизу поверхні шапки з зеленуватим відтінком. Запах дуже слабкий, фруктовий, солодкуватий. Спори 9-12 5-7 мкм, еліпсоїдні до яйцеподібних.

## Життєвий цикл
Утворює мікоризу з дубом. Плодоносить в серпні — листопаді.

## Поширення та середовище існування
Ареал охоплює Європу і Азію (Далекий Схід).

## Практичне використання
Їстівний гриб.

## Природоохоронний статус
Включений до Червоної книги Білорусі.